# Myotis davidii
Myotis davidii — вид роду Нічниця (Myotis).

## Поширення, поведінка
Проживання: Китай, Гонконг.